# コルニーリオ
コルニーリオ（伊: Corniglio）は、イタリア共和国エミリア＝ロマーニャ州パルマ県にある、人口約1,800人の基礎自治体（コムーネ）。

## 地理

### 位置・広がり

#### 隣接コムーネ
隣接するコムーネは以下の通り。括弧内のMSはマッサ＝カッラーラ県所属を示す。
- バニョーネ (MS)
- ベルチェート
- カレスターノ
- フィラッティエーラ (MS)
- ランギラーノ
- モンキオ・デッレ・コルティ
- パランツァーノ
- ポントレーモリ (MS)
- ティッツァーノ・ヴァル・パルマ

### 気候分類・地震分類
コルニーリオにおけるイタリアの気候分類 (it) および度日は、zona F, 3429 GGである。
また、イタリアの地震リスク階級 (it) では、zona 3 (sismicità bassa) に分類される。

## 行政

### 分離集落
コルニーリオには、以下の分離集落（フラツィオーネ）がある。
- Agna, Ballone, Beduzzo, Bellasola, Bosco, Braia, Canetolo, Cirone, Curatico, Curatico, Graiana, Grammatica, La Brea, Lago, le Ghiare, Marra, Miano, Mossale, Montebello, Petrignacola, Pugnetolo, Roccaferrara, Sauna, Sesta Inferiore, Sesta Superiore, Signatico, Sivizzo, Staiola, Vestana, Vestola, Villula